# Roger Dicconson
Pour les articles homonymes, voir Dickinson.
Roger Dicconson (parfois orthographié Roger Dickenson ou encore Dickinson), né dans le comté du Lincolnshire en Angleterre, au début du XVIe siècle et mort à Winchester le 7 juillet 1591, est un prêtre catholique anglais arrêté et exécuté sous le règne d'Elizabeth Ire.

## Biographie
On sait peu de chose sur la vie de Roger Dicconson. Nous ignorons par exemple s'il est un converti ou pas. Se sentant appelé à la vocation de prêtre il est, comme tous les candidats à la prêtrise de son époque, obligé de se rendre sur le continent. On le retrouve à Reims au collège anglais. En 1583, il est de retour au pays mais est vite capturé. Il réussit une première fois à s'échapper avant d'être repris. Il est à nouveau arrêté alors qu'il prêchait de village en village accompagné d'un certain Ralph Milner. Sommairement jugé il est condamné à mort pour haute trahison, le simple fait d'avoir été ordonné prêtre catholique le condamnait. Il subit la peine réservée aux traîtres à savoir être pendu, traîné sur une claie jusqu'à la potence et mis en quart. Ralph Milner sera simplement pendu.

## Vénération
Béatifié en 1929 et canonisé en 1970, il est fêté le 7 juillet pour l'Eglise catholique. Son nom figure aussi dans la liste des martyrs de Douai.